# Pjotr Alexandrowitsch Smirnow

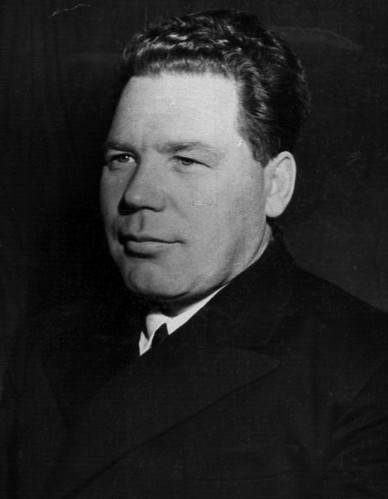
P. A. Smirnow (1938)

Pjotr Alexandrowitsch Smirnow (russisch Пётр Александрович Смирнов; * 17. Maijul. / 29. Mai 1897greg. im Dorf der Belo-Cholunzker Fabrik, Ujesd Slobodskoi, Gouvernement Wjatka; † 23. Februar 1939) war ein sowjetischer Militär, Chef der Politischen Verwaltung der Roten Armee, stellvertretender Volkskommissar für Verteidigung und Oberkommandierender der sowjetischen Seekriegsflotte.

## Leben
Smirnow stammte aus einer Arbeiterfamilie. Nach Abschluss einer Handwerksschule arbeitete er im Straßenbau und in einer Fabrik in Lyswa als Tischler. Im Oktober 1917 schloss er sich der Roten Garde an, wurde Mitglied der KPdSU und in Lyswa Vorsitzender eines Zechenkomitees sowie Mitglied des Fabrikkomitees und des Stabes der Roten Garde im Gouvernement Perm. 1918 trat er in die Rote Armee ein und nahm von 1918 bis 1919 am russischen Bürgerkrieg als Abteilungs-, Bataillons- und Regimentskommissar teil. Ab Januar 1920 war er Militärkommissar der 4. Reserveschützenbrigade der Südwestfront und ab Oktober desselben Jahres Militärkommissar des Reservearmeestabes der Kaukasusfront.
Im Mai 1921 diente Smirnow als Militärkommissar der 2. Kavalleriedivision und ab November 1921 der 9. Don-Schützendivision. Von Oktober bis Dezember 1922 arbeitete er als Militärkommissar des 15. Schützenkorps und anschließend der 57. Jekaterinburger Schützendivision. Danach kommandierte er von November 1923 bis Oktober 1924 das 16. und das 10. Schützenkorps. Nach dem erfolgreichen Besuch der Militärpolitischen Tolmatschew-Akademie von November 1924 bis August 1925 wurde er stellvertretender Chef der Politischen Verwaltung der Roten Armee. Von 1926 bis 1928 war Smirnow Mitglied des Revolutionären Militärrates und Chef der Politverwaltung der Baltischen Flotte. Er wurde ab April 1928 als Chef der Politverwaltung des Nordkaukasischen Militärbezirks eingesetzt. Im September 1929 begann er ein Marxismusstudium an der Kommunistischen Akademie. Als Mitglied des Revolutionären Militärrates und Chef der Politischen Verwaltung des Militärbezirks Wolga setzte er im März 1931 seine Karriere fort. Diese Tätigkeit übte er ab August 1933 auch im Weißrussischen Militärbezirk aus. Von 1935 bis 1937 war er Chef der Politverwaltung des Leningrader Militärbezirks.
Im Juni 1937 wurde er zum Chef der Politischen Verwaltung der Roten Armee ernannt und im Oktober dieses Jahres gleichzeitig zum Stellvertretenden Volkskommissar für Verteidigung der UdSSR. Ende Dezember 1937 wurde er mit Gründung des Seekriegsflottenvolkskommissariats der UdSSR dessen erster Volkskommissar und damit Mitglied der sowjetischen Regierung. Er war Deputierter des ersten Obersten Sowjets der UdSSR und Mitglied im Militärrat beim Volkskommissariat für Verteidigung.
Smirnow wurde Opfer des Großen Terrors. Am 30. Juni 1938 ließ ihn das Militärkollegium des Obersten Gerichts der UdSSR verhaften. Man beschuldigte ihn der Teilnahme an einer militärisch-faschistischen Verschwörung und verurteilte ihn zum Tode durch Erschießen. Das Urteil wurde am 23. Februar 1939 vollstreckt.
Am 16. Mai 1956 wurde er vom Militärkollegium des Obersten Gerichts rehabilitiert.

## Auszeichnungen
- Rotbannerorden (1921)
- Leninorden (1938)